# Фислис
Фисли́с (фр. Fislis) — коммуна на северо-востоке Франции в регионе Гранд-Эст (бывший Эльзас — Шампань — Арденны — Лотарингия), департамент Верхний Рейн, округ Альткирш, кантон Альткирш.
Площадь коммуны — 7,53 км², население — 399 человек (2006) с тенденцией к росту: 425 человек (2012), плотность населения — 56,4 чел/км².

## Население
Численность населения коммуны в 2011 году составляла 426 человек, а в 2012 году — 425 человек.
| 1962 | 1968 | 1975 | 1982 | 1990 | 1999 | 2004 | 2006 | 2009 | 2011 | 2012 |
| ---- | ---- | ---- | ---- | ---- | ---- | ---- | ---- | ---- | ---- | ---- |
| 337  | 322  | 365  | 376  | 380  | 386  | 388  | 399  | 432  | 426  | 425  |

Динамика населения:

## Экономика
В 2010 году из 292 человек трудоспособного возраста (от 15 до 64 лет) 230 были экономически активными, 62 — неактивными (показатель активности 78,8 %, в 1999 году — 74,6 %). Из 230 активных трудоспособных жителей работали 223 человека (127 мужчин и 96 женщин), 7 числились безработными (двое мужчин и 5 женщин). Среди 62 трудоспособных неактивных граждан 20 были учениками либо студентами, 18 — пенсионерами, а ещё 24 — были неактивны в силу других причин.
На протяжении 2011 года в коммуне числилось 173 облагаемых налогом домохозяйства, в которых проживало 425,5 человек. При этом медиана доходов составила 27841 евро на одного налогоплательщика.

## Достопримечательности (фотогалерея)

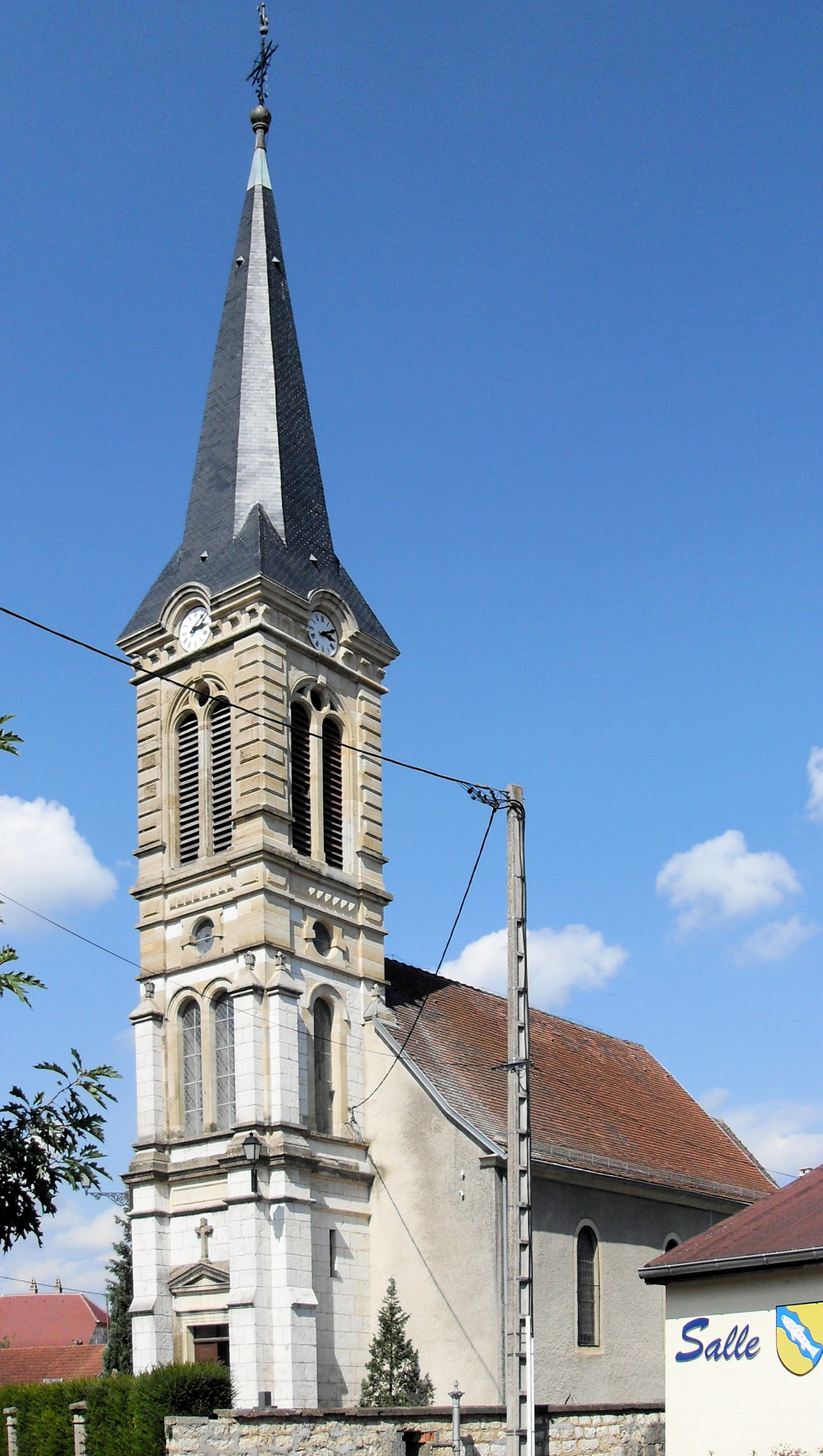
Церковь Сен-Легер